# Јерг Хајдер
Јерг Хајдер (Бад Гојзерн, 26. јануар 1950 — Кетмансдорф, 11. октобар 2008) је био аустријски политичар, припадник 2005. основане партије Савез за будућност Аустрије (BZÖ), једне фракције Слободарске партије Аустрије (FPÖ) којој је до тада припадао. Хајдер је од 1979. био члан Парламента Аустрије, а од 1986. предсједавајући Слободарске партије Аустрије. Године 1989, га је корушки парламент, по први пут изабрао за гувернера гдје је остао до 1991. године. Године 1999, као и 2004. поново је постао гувернер исте аустријске покрајине.

## Младост и образовање
Јерг Хајдер је одрастао у породици у којој су идеје национал-социјализма биле високо цијењене. Оба родитеља су били чланови НСДАП-а, али су на крају Другог свјетског рата, након истраге, проглашени као „мање инволвирани“ и поштени на слободу. Хајдер је основну школу похађао у родном мјесту између 1956. и 1960, а гимназију у Бад Ишлу до 1968. године, гдје је био члан ђачког удружења „Албија“. После матуре је служио војску гдје добија чин водника (у аустријској војсци под називом  ).
Следећих година, све до 1973. Хајдер студира право и политичке науке на бечком универзитету, гдје и докторира право. После тога је активан на том универзитету, као асистент на институту за политичке науке и управно право код проф. др Гинтера Винклера.

## Политичка каријера

### Преглед
Хајдер је за вријеме своје политичке каријере боравио на више функција унутар Слободарске партије Аустрије (FPÖ), између осталих и 14 година као предсједник партије. Под његовим вођством је популарност партије код становништва стално расла. Највећу популарност је Слободарска партија Аустрије постигла 1999. године на парламентарним изборима, када је постала најјача политичка снага у Корушкој. Одговоран је и за највећи губитак гласова једне партије; и то на парламентарним изборима 2002. године (губитак преко двије трећине гласова). Његова политика је временом водила до многих контроверзних ситуација на политичкој сцени Аустрије и довела је до масовног одлива чланства сопствене партије.
| Политичка каријера           |                                                                                            |
| 1966                         | 1. мјесто на такмичењу оратора ђачких и студентске организација                            |
| 1971 — 1975                  | Омладински функционер при подмладку слободарске партије                                    |
| 1971 — 2005                  | Члан председништва партије ()                                                              |
| 1976                         | Прелаз у (FPÖ) Корушке, партијски секретар () Корушке                                         |
| 1976 — 1983                  | Партијски секретар () Корушке                                                              |
| 1979 — 1983                  | Као најмлађи парламентарац улаз у аустријски парламент                                     |
| 1982 - 13. мај 1983.         | Главни уредник „Корушких вијести"                                                          |
| 1986 — 1989                  | Делегат у аустријском парламенту                                                           |
| 1983 — 1998                  | Предсједник партије (FPÖ) Корушке                                                             |
| 1992 — 1999                  | Делегат у аустријском парламенту, предсједавајући партијског клуба ()                      |
| 1986 — 2000                  | Предсједник партије (FPÖ) Аустрије                                                            |
| 30. мај 1989 — 21. јун 1991. | Премијер Корушке                                                                           |
| 1991 — 1999                  | Вицепремијер Корушке                                                                       |
| 18. април 1999.              | Гувернер Корушке                                                                           |
| 2000                         | Учешће у владајућој коалицији Аустрије, Хајдер даје оставку на предједништво у партији     |
| март 2004                    | Гувернер Корушке                                                                           |
| 2005                         | Одвајање групе Савез за будућност Аустрије од FPÖ. Предсједник Јерг Хајдер. Изборни неуспјех. |

Јерг Хајдер је погинуо у саобраћајној несрећи надомак Клагенфурта 11. октобра 2008. Био је ожењен; имао је двије кћерке.

## Публикације
- 1992
- Hatzenbichler, Jürgen (1993). Europa der Regionen. L. Stocker. ISBN 978-3-7020-0676-1.. Stocker, Graz.
- 1993
- 1995
- 1997
- 2003
- Bewegung. Ibera Verlag. 2004. ISBN 978-3-85052-174-1..